# Werner Schnelle

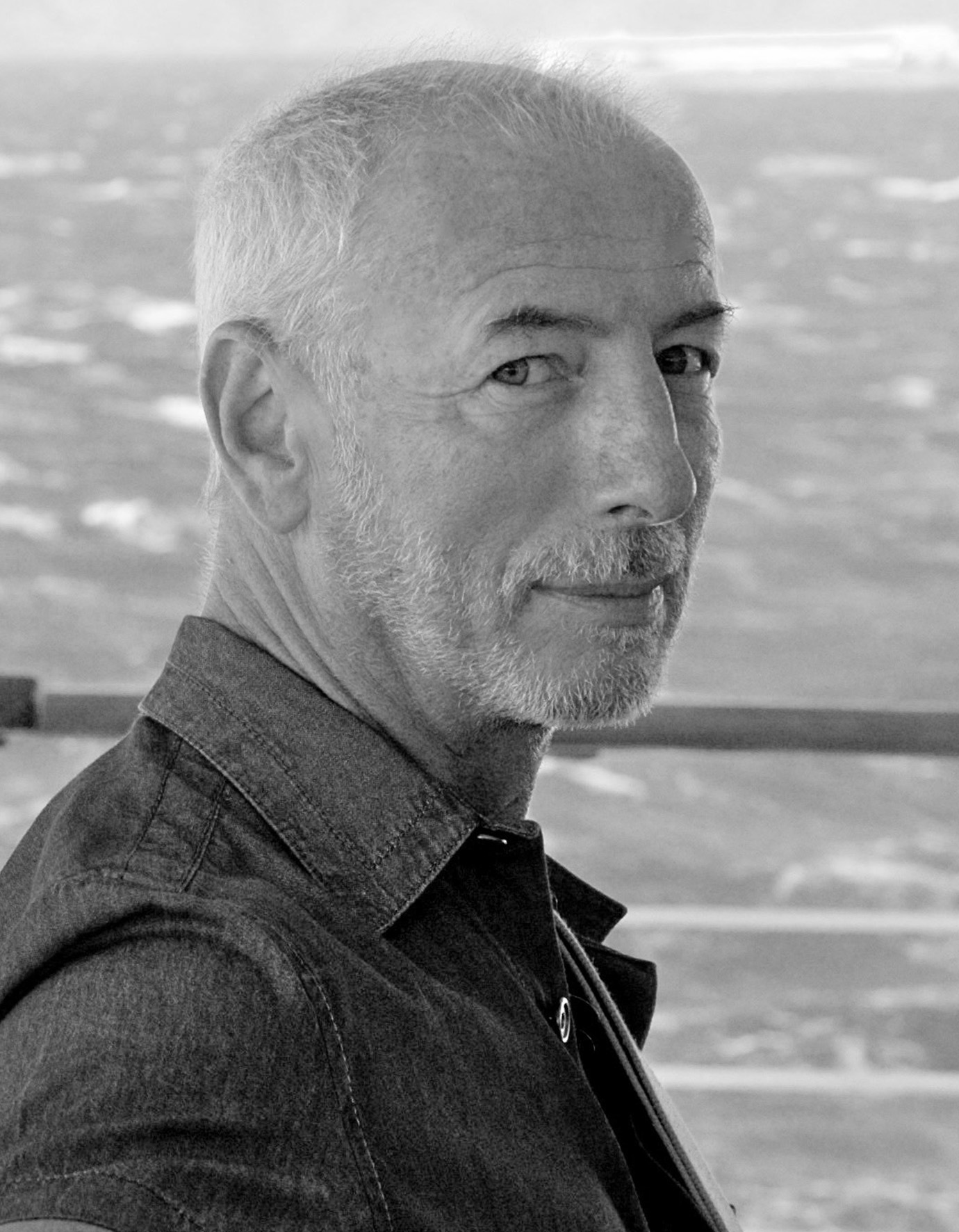
Werner Schnelle
Foto von Bea Schnelle, 2005

Werner Schnelle (geboren 1942 in Wien, Österreich) ist ein österreichischer Fotograf.

## Leben und Werk
Werner Schnelle wurde 1942 in Wien geboren, er lebt und arbeitet seit 1965 in Salzburg. Seit 1987 freischaffend als Fotograf tätig, beschäftigt er sich künstlerisch in erster Linie mit speziellen fotografischen Techniken wie Sofortbildkamera, Foto-, Chemi- und Luminogramm, mit 'Optischen Arbeiten', kamera- und negativloser Fotografie sowie in-Kamera-Negativen. Schnelles Arbeiten entstehen hauptsächlich im Studio und setzen sich medienreflexiv mit dem Prozess des Fotografierens selbst auseinander und oft sind „fotografische Unikate“ das Ergebnis seiner künstlerischen Arbeit.
Die zentralen Elemente in der Arbeit von Werner Schnelle, die mit ihrer „Abstraktion eine singuläre Position innerhalb Österreichs bekleidet“, sind stets das Medium Fotografie an sich, die Eigenschaften von Licht und Raum und von Bewegung und Zeit und die Spuren, die Gegenstände unter dem Einfluss der fotoimmanenten Prozesse im Bild hinterlassen. Im Medium findet Werner Schnelle Fragen nach den immanenten Qualitäten und Charakteristika in fotografischen und fotoiden Prozessen. Das bildgenerierende Licht ist das Eigentliche, Unveränderliche, das Spuren und Zeichen im Raum hinterlässt. Alles andere als das Licht, das eine konstante Größe ist und Raum und Zeit wieder zu einem Ganzen verwebt, ist von den Betrachterinnen abhängig. Schon in der frühesten Publikation ist für Karl Aigner die „Historizität der Blicke“, wie er dieses Wechselspiel mit den Betrachtenden benennt, zentrales Thema der Sofortbild-Fotografie von Werner Schnelle: „Der Betrachter der Sofortbilder bzw. seine Prädispositionen rücken so in den Vordergrund, Bild und Betrachtung sind rezeptionsästhetisch in einem dialektischen Spiel aneinandergebunden.“
Werner Schnelles Zugang zur Fotografie ist bewusst analog, er bindet sie dadurch an die Ursprünge des Mediums, und verweist auf eine Aneignung der Welt, die nur in der analogen Fotografie so existiert. Die analoge Fotografie liefert eine „Authentizität“ – etwa durch die Nichtveränderbarkeit der In-Kamera-Negativen nach dem Aufnahmeprozess –, aber auch eine „anhaltende Spannung“ durch Zufälle und Experimente, die die chemischen Prozesse ermöglichen.
Kurt Kaindl verortet die Interessen von Werner Schnelles Fotografie, in der „Erkundung der apparativen, chemischen und optischen Grundlagen der Fotografie [und im] grundlegenden Interesse an Bildern und deren ästhetischen und poetischen Qualitäten, die erst im Betrachter zu einer gültigen Darstellung finden“.
Margit Zuckriegl, die mehrfach Ausstellungen mit Schnelles Arbeiten kuratiert und Texte zu seinen Publikationen verfasst hat, sagt über Werner Schnelles Fotografie: „In den Fotografien von Werner Schnelle spiegelt sich immer der konzeptionelle Ansatz seiner Arbeiten wider. […] Schnelles fotografisches Oeuvre zeichnet sich durch einen experimentellen Charakter und eine konkrete Handschrift aus. Licht, Raum und Zeit bilden dabei die Konstanten in einem intensiven Schaffens-Prozess, der zwischen Versuch und Kalkül changiert.“
80 Werke aus der „Fotokonzepte“ Serie von Werner Schnelle befinden sich in der Sammlung des Museum der Moderne Salzburg.

### Einzelausstellungen
- 2018 Unikate. Analoge Fotografien Fotohof, Salzburg[1]
- 2015 ILIOS – Unikate Papier- und Filmnegative Galerie Jünger, Wien
- 2009/10 Werkschau „WERNER SCHNELLE – FOTOKONZEPTE“ – Museum der Moderne Salzburg Mönchsberg/Salzburg[22]
- 2009 Aus der Dunkelkammer Galerie Jünger, Baden bei Wien
- 2008 LIGHT WORKS – Permanent Online Exhibition – www.luminous-lint.com – U.S.A.[23]
- 2007 KONKRETE FOTOGRAFIE Galerie der Stadt Salzburg, Museumspavillon
- 2005 WERNER SCHNELLE – FOTOGRAFIE Galerie Spectrum Linz
- 2009 Fotokonzepte MdM Mönchsberg, Museum der Moderne, Salzburg[24]
- 2002 LIGHT WORKS Galerie Faber, Wien
- 1997 STILLEBEN Galerie Faber, Wien
- 1986 GROSSFORMATIGE POLAROID-ARBEITEN FOTOHOF, Salzburg
- 1988 POLAROID ARBEITEN Städtische Galerie, Traun
- 1986 GROSSFORMATIGE POLAROID-ARBEITEN Galerie Faber, Wien
- 1984 POLAROID ARBEITEN Palais Liechtenstein, Feldkirch

### Ausstellungsbeteiligungen
- 2019 BLACK AND WHITE Galerie Schloss Wiespach, Hallein
- 2019  MEISTERWERKE – 25 Jahre Galerie Jünger, Wien
- 2019 BILDER OHNE KAMERA. Fotogrammatische Werke aus der Sammlung Spallart Galerie Eboran Salzburg
- 2019 FOTO WIEN: KUNSTGESCHICHTEN Galerie Jünger, Wien
- 2018 NIGHTLINE Galerie Jünger, Wien
- 2016 EYES ON: ZWIEGESPRÄCHE Galerie Jünger, Wien
- 2016 Berg und Tal – Landschaftsdarstellungen zeitgenössischer Künstlerinnen und Künstler NöART – 9 Ausstellungsorte
- 2014 TRAILER Eröffnungsausstellung Galerie jünger, Wien
- 2014 SPECIAL SELECTION Galerie Jünger/Dependance, Bad Vöslau
- 2014 EYES ON: EXTENDED VERSIONS Galerie Jünger, Wien
- 2013 Structures Stadtgalerie Lehen, Salzburg
- 2013 DIE MAGIE DES OBJEKTS Museum der Moderne, Rupertinum, Salzburg
- 2013 UOMINI ILLUSTRI / DONNE SUPERBE – Das Bildnis in der zeitgenössischen Kunst Österreichs Österreichisches Kulturforum Belgrad
- 2013 GARTENKUNST/KUNSTGARTEN NöART Wanderausstellung, 9 Ausstellungsorte
- 2013 TRANSFER Galerie Jünger, Bad Vöslau
- 2013 FINAL CUT Galerie Jünger, Baden/Wien
- 2012 TAG – UND NACHTBILDER Museum der Moderne: Rupertinum, Salzburg
- 2011 UOMINI ILLUSTRI / DONNE SUPERBE – Das Bildnis in der zeitgenössischen Kunst Galerie Jünger, Baden/Wien
- 2010 Gartenkunst Galerie Jünger, Baden/Wien
- 2008 MÄNNER II Galerie Jünger, Baden/Wien
- 2007 LANDSCHAFT – 2 SAMMLUNGEN Kulturfabrik Hainburg
- 2006 KONKRETE FOTOGRAFIE Fotosymposium Gmunden
- 2005 LIGHT WORKS Galerie Jünger, Baden/Wien
- 2003 FOTOGRAMME Städtische Galerie Rosenheim/BRD
- 1997 STEICHEN / SCHNELLE – Edward Steichen Photogravures 1900–1927, Werner Schnelle – Stillife – Fotografien 1993–1996. Galerie Faber/Wien

## Publikationen
- 2018: Unikate. Analoge Fotoarbeiten. herausgegeben von Kurt Kaindl. Salzburg: FOTOHOF edition, ISBN 978-3-902993-60-1
- 2009: Fotografien. Salzburg: FOTOHOF edition, ISBN 978-3-902675-26-2
- 2002: Light Works 1999–2002. Salzburg: Selbstverlag
- 1986: Großformatige Polaroid-Arbeiten 1982–1986 Salzburg: Selbstverlag